# Strangolatore di Honolulu
Lo Strangolatore di Honolulu (The Honolulu Strangler in inglese) è stato il primo serial killer conosciuto delle Hawaii, responsabile per la morte di cinque donne ad Honolulu tra il 1985 e il 1986. Il killer non è mai stato identificato.

## Le vittime

### Vicki Gail Purdy
La prima vittima fu Vicki Gail Purdy di 25 anni, consorte di Gary Purdy, un pilota di elicotteri dell'esercito. La donna era uscita per andare in un night club a Waikiki il 29 maggio 1985, ma non riuscì ad incontrare i suoi amici. Fu vista per l'ultima volta da un tassista che la portò all'hotel Shorebird a mezzanotte, in apparenza per riprendere la macchina, che fu in seguito trovata nel parcheggio dell'hotel. Il mattino seguente il suo corpo fu ritrovato su un argine della Keehi Lagoon. Indossava una tuta gialla. Le mani le erano state legate dietro la schiena, ed era stata stuprata e strangolata. Il marito disse alla polizia che sospettava che la sua morte fosse collegata al lavoro che svolgeva, lavorando a un negozio di noleggio che trattava anche film pornografici, dove due donne erano state accoltellate l'anno prima.

### Regina Sakamoto
La seconda vittima fu Regina Sakamoto, di 17 anni, della Leilehua High School. Aveva perso il bus scolastico da Waipahu alla scuola il 14 gennaio 1986 e fu sentita per l'ultima volta dal suo ragazzo alle ore 7:15, quando lo chiamò per dirgli che sarebbe arrivata tardi. Il 15 gennaio il suo corpo fu trovato a Keehi Lagoon: indossava un top blu e una maglietta bianca, per il resto era svestita. Anche lei aveva le mani legate dietro la schiena ed era stata stuprata e strangolata. Stava progettando di iscriversi alla Hawaii Pacific University in autunno. Questo secondo caso portò la polizia a pensare a un serial killer a causa dello stesso modus operandi.

### Denise Hughes
La terza vittima fu Denise Hughes, 21 anni, una segretaria per una compagnia telefonica che si recava al lavoro in bus. Il 30 gennaio non si presentò al lavoro e il 1º febbraio fu trovata morta nel torrente Moanalua da tre pescatori. Il suo corpo in decomposizione fu trovato con un vestito blu, avvolto in un telone dello stesso colore, con le mani legate. Era stata stuprata e strangolata. Dopo la scoperta del terzo cadavere, fu costituita una taskforce per la caccia al serial killer il 5 febbraio.

### Louise Medeiros
La quarta vittima fu Louise Medeiros, di 25 anni. Viveva a Waipahu, ma era andata a Kauai per vedere i parenti a causa della morte della madre. Medeiros tornò ad Oahu la notte del 26 marzo e disse alla famiglia che sarebbe arrivata a casa in bus dall'aeroporto. Dopo aver lasciato l'aereo, scomparve. Il suo corpo in decomposizione fu ritrovato il 2 aprile vicino al canale Waikele da alcuni operai. Indossava soltanto una camicetta e le mani erano legate dietro la schiena. La polizia iniziò così delle operazioni sotto copertura utilizzando donne poliziotto attorno a Keehi Lagoon e l'Aeroporto Internazionale di Honolulu.

### Linda Pesce
La quinta e ultima vittima conosciuta dello strangolatore di Honolulu fu Linda Pesce, di 36 anni. Secondo la coinquilina uscì di casa la sera per andare a lavorare. Alle 19, mezz'ora dopo, la sua macchina era parcheggiata a lato del viadotto. La coinquilina ne denunciò la scomparsa il 30 aprile. Un uomo di 43 anni caucasico di nome Howard Gay disse alla polizia che un sensitivo gli disse che c'era un corpo a Sand Island. Il 3 maggio l'informatore portò la polizia alla posizione esatta rivelatagli dal sensitivo, ma non fu ritrovato nulla. La polizia perlustrò l'isola e trovò il cadavere della Pesce, nuda e con le mani legate dietro la schiena.

## Le indagini
Il dipartimento di polizia di Honolulu creò il 5 febbraio una taskforce di ventisette persone per trovare il serial killer, con l'aiuto dell'FBI e della taskforce che dava la caccia al Green River Killer, l'allora sconosciuto Gary Ridgway. Il profilo del serial killer era ritenuto essere quello di un opportunista che attaccava le donne quando erano più vulnerabili, come alle fermate dell'autobus, non uno che le pedinava. Probabilmente viveva o lavorava nella zona degli attacchi, Waipahu o Sand Island. La polizia presidiò dei posti di blocco nel periodo dell'omicidio della Pesce per interrogare i pendolari abituali. Dei testimoni si fecero avanti dicendo di aver visto un furgone colorato e un uomo caucasico o meticcio con la macchina della Pesce.
Dopo la scoperta del corpo della Pesce, la polizia arrestò l'informatore, Howard Gay, come sospettato principale. L'ex moglie e la ragazza del sospettato lo descrissero come una persona melliflua. Fornirono inoltre un potenziale indizio incriminante, in quanto entrambe ricordarono di aver fatto delle attività di bondage, facendosi legare e avendo un rapporto sessuale con le mani legate dietro alla schiena. La ragazza raccontò che nelle notti in cui avevano litigato, l'uomo aveva lasciato la casa, e quelle notti erano le stesse notti degli omicidi. Il sospetto viveva ad Ewa Beach e lavorava come meccanico nei pressi di Lagoon Drive. Tra le 20:00 e le 3:00 del mattino il sospettato fu interrogato, fallì un test alla macchina della verità e fu alla fine rilasciato.
La polizia pedinò il sospettato e fu stabilita una ricompensa di 25 000 dollari da privati per qualsiasi informazione riguardante l'assassino. Due mesi dopo l'arresto del sospettato, una donna si fece avanti dicendo che aveva visto la Pesce con un uomo la notte dell'omicidio. Dopo che le furono mostrate una serie di foto con degli uomini per vedere se lo riconoscesse, scelse esattamente la foto del sospettato. Non voleva però fare da testimone a un processo perché era sicura che anche l'uomo l'avesse vista.
Negli anni successivi non furono più commessi omicidi di questo tipo, la ricompensa non fu mai reclamata, il sospettato andò a vivere nell'entroterra e si smise di indagare sul caso. Nel 2005 Howard Gay morì in California o in Tennessee.